# ウイグルスタン・ハン国
ウイグルスタン・ハン国はモグーリスタン・ハン国から独立したハン国。トルファン・ハン国とも呼ばれる。

## 歴史
1487年にアフマド・アラクが兄のマフムードから独立して、東部のトルファン（現在の中華人民共和国新疆ウイグル自治区トルファン市高昌区）に拠ってタリム盆地の北部を支配した。アフマド・アラクとその長男のマンスールの治下ではトルファンのイスラム化が進んだ。
アフマド・アラクは父ユーヌスの代からクムルを巡って争っていた明と講和し、使節のやり取りを行った。1502年（もしくは1503年）、アフマド・アラクはシャイバーニー朝のムハンマド・シャイバーニー・ハーンとの戦いで敗死した。
アフマド・アラクの跡を継いで即位したマンスールは、トルファンとアクスを領有した。マンスールは弟のスルタン・サイードを排除し、マー・ワラー・アンナフルに追放した。マンスールはクムルを巡って明と再び争い、1513年にマンスールがクムルを支配下に入れた際にクムル一帯の仏教徒は明の支配域に移住し、クムル以西の地域から仏教徒は姿を消した。マンスールは1529年にクムルの支配権を勝ち取った。また、歴史家のミールザー・ムハンマド・ハイダルは、マンスールのクムルを巡る明との戦いを「聖戦」と位置付けた。
マンスールが明と戦っている頃、スルタン・サイードはカーブルで従兄であったティムール朝のバーブルの保護を受けていた。サマルカンドを奪取したバーブルに応じて、ドゥグラト部のミールであったサイイド・アフマド・ミールザーがフェルガナ盆地を占領し、スルタン・サイードに献上した。この地を足がかりに東トルキスタンに戻ったスルタン・サイードは、ドゥグラト部のミールザー・アバー・バクルを討って1514年にハンを称した。ドゥグラト部内でもアバー・バクルと対立する勢力があり、ミールザー・ムハンマド・ハイダルらがスルタン・サイードを支持した。
当初マンスールとスルタン・サイードの兄弟は対立していたがやがて和解し、東西にモグーリスタンのハンが並立した。スルタン・サイードは西の草原地帯への進出を試みるがウズベクとカザフに阻まれ、カシュガルとヤルカンドを中心とするタリム盆地西部を領有するに至った。このため、スルタン・サイードとその子孫による政権は、ヤルカンド・ハン国（カシュガル・ハン国）と呼ばれることになる。
16世紀以降、従来モグーリスタンで強い影響力を持っていたドゥグラト部に代わり、ナクシュバンディー教団の指導者（ホージャ）が強大な影響力を有するようになった。
ウイグルスタン・ハン国はマンスールの死後急速に衰退し、1570年にヤルカンド・ハン国のホータン総督であったクライシュ（アブドゥル・カリームの弟）率いる軍の侵攻を受け、当時の君主であったマスウードは捕えられて捕虜となり、ウイグルスタン・ハン国は滅亡した。反乱を起こしたクライシュもアブドゥル・カリームが差し向けた軍の討伐を受け、トルファンはヤルカンド・ハン国の支配下に入った。

## 歴代君主
| 代数 | 君主名           | 在位期間                  |
| ---- | ---------------- | ------------------------- |
| 1    | アフマド・アラク | 1487年 - 1502年（1503年） |
| 2    | マンスール       | 1502年（1503年） - 1543年 |
| 3    | バーバーチャク   | 1543年                    |
| 4    | シャー           | 1543年 - 1565年           |
| 5    | マスウード       | 1565年 - 1570年           |

## 参考資料
- 江上波夫『中央アジア史』山川出版社〈世界各国史〉、1987年1月。
- 佐口透「モグリスタン」『アジア歴史事典』 9巻、平凡社、1962年。
- 中見立夫; 濱田正美; 小松久男 著「中央ユーラシアの周縁化」、小松久男 編『中央ユーラシア史』山川出版社〈新版世界各国史〉、2000年10月。
- 濱田正美「モグール・ウルスから新疆へ 東トルキスタンと明清王朝」『東アジア・ 東南アジア伝統社会の形成』岩波書店〈岩波講座13〉、1998年8月。
- 川口琢司「チャガタイ・ウルス」『中央ユーラシアを知る事典』平凡社、2005年4月。
- 丸山鋼二「新疆におけるイスラム教の定着 : 東チャガタイ汗国 : 新疆イスラム教小史 ③」『文教大学国際学部紀要』第20巻第1号、文教大学、2009年7月1日、147-160頁、CRID 1050564287980362752、ISSN 09173072、NAID 110007198559。
- 丸山鋼二「ヤルカンド･ハン朝の建国と「聖戦」： 新疆イスラム教小史⑦」『文教大学国際学部紀要』第24巻第2号、文教大学、2014年1月11日、47-64頁、CRID 1050001338027025664、ISSN 09173072、NAID 120006420345。